# Phenacoccus crassus
Phenacoccus crassus är en insektsart som beskrevs av Granara de Willink 1983. Phenacoccus crassus ingår i släktet Phenacoccus och familjen ullsköldlöss. Inga underarter finns listade i Catalogue of Life.